# Metrica dell'inglese antico
Metro dell’inglese antico è il nome convenzionale della metrica in cui la poesia in lingua inglese antica fu composta nel periodo anglosassone. L’esempio più noto di poesia composta in questo verso è Beowulf, ma la maggior parte dei poemi in inglese antico appartiene alla medesima tradizione. Il tratto saliente della poesia in inglese antico è il frequente ricorso al metro allitterativo.

## Allitterazione
Il verso semplice nella poesia anglosassone consiste in due semiversi, legati da un’allitterazione.  Questo significa che c’è una parola nel secondo semiverso che formerà un’allitterazione con una o più parole importanti nel primo semiverso. Su queste parole o sillabe allitterate cadrà il maggior numero di accenti. Le consonanti formeranno sempre un’allitterazione con altre consonanti, e una vocale può farlo con qualsiasi altra vocale. Come in tutta la poesia in inglese antico, la forma allitterativa può essere vista nel “Frammento di Finnsburg” (i suoni allitterativi sono in grassetto):
Ac onwacnigeað nū,     wīgend mīne
“But awake now,        my warriors,”
ealra ǣrest     eorðbūendra,
of all first the men
Le parole che contengono sillabe allitterate sono molto importanti perché non tutte le sillabe possono formare un’allitterazione. C’è una gerarchia per le allitterazioni; sostantivi e verbi sono quasi costantemente allitterati, laddove parole “ausiliarie” come pronomi e preposizioni non sono quasi mai allitterate. L’allitterazione e il posizionamento di queste sillabe aiutano a capire quali parole accentare e quali no.

## Accento
Dopo aver trovato le sillabe allitterate nei due semiversi, possiamo far cadere gli accenti a seconda della posizione e delle lunghezza delle sillabe.  Questo accento, o arsi, è solitamente posizionato su una sillaba che contiene una vocale lunga. Le sillabe accentate sono ordinate secondo la stessa gerarchia di base dell’allitterazione; è molto raro che una sillaba accentata possa essere una preposizione o un pronome. Nomi come Dio, Re e i nomi propri, sono molto frequentemente accentati. 	Dopo aver applicato gli accenti sulle sillabe giuste, è necessario individuare le sillabe senza accento o con accenti secondari. Quelle senza accento sono di solito brevi e si trovano in basso nella gerarchia. Gli accenti secondari si riscontrano solo in pochi tipi di versi, e di solito solo sulla seconda parte di una parola composta.
Gli indicatori degli accenti sono assegnati in questi modo:  accento primario (/), accento secondario (\), e senza accento (x).  Questo è il modo più comune per impostare il ritmo e determinare il piede metrico

## Piedi metrici di Sievers
Dopo aver applicato l’arsi o tesi appropriate a un verso, si osserva il ritmo creato dalle segnature e ai assegna un piede al semiverso. Eduard Sievers creò piedi basati sugli schemi metrici che aveva visto nella poesia in inglese antico, e diede loro dei nomi in ordine alfabetico, a seconda di quelli più frequentemente usati. Ci sono cinque piedi metrici di base, A,B,C,D, ed E, ciascuno col proprio schema metrico. Daniel Paul O'Donnell suggerisce un utile schema mnemonico per aiutare a ricordarli:
Type A ( / ×  / ×) (Trochaic)--	Anna angry
Type B ( × / × / ) (Iambic)-- And Bryhtnoth bold
Type C (× / / ×) (Spondaic)-- In keen conflict
Type D ( / / \ ×) -- Drive Don backwards
Type E ( / \ × /) -- Each one with edge
Vi sono numerosi sottotipi di questi versi, come sottolineato in Cassidy & Ringler, e altrove.  I versi sopracitati sono in ordine alfabetico dei piedi più frequentemente usati nel repertorio dell’inglese antico.

## Altri sistemi di scansione
Un altro sistema metrico fu introdotto da John C. Pope, ove l’accento ritmico è assegnato utilizzando schemi musicali. Questo sistema assume maggior senso se si considera che la poesia degli anglosassoni veniva accompagnata dalla musica.  Una spiegazione del sistema Pope è inclusa in Cassidy & Ringler and in Eight Old English Poems.

## Uso del verso poetico anglosassone nei manoscritti
La teoria della metrica nell’inglese antico è diventata un’ossessione per molti studiosi, come Sievers, ma cosa comporta in uno studio generale della poesia in questo idioma? Come menzionato poc’anzi, la rigida e ripetitiva struttura dell’inglese antico è uno strumento incredibilmente utile per estrapolare contenuti da manoscritti danneggiati o trascritti male. Per esempio, la prima parte del “Frammento di Finnsburg” è mancante, ma usando questi semplici metri, si possono indovinare le parole dell’ultimo semiverso:
oððe hwæþer ðǣra hyssa     * * * * *
or whether of the young men   * * * * *
Innanzitutto, l’espressione più importante nel primo semiverso è “hyssa” o “young men”. Dato che la prima sillaba contiene una h, e “hwæþer” ha anch'essa una h nella prima sillaba, si può ipotizzare che le sillabe con le “h” siano quelle allitterate. Si intuisce che la parola allitterata nel secondo perduto semiverso conteneva a sua volta una sillaba con la “h”.
Una comprensione di base del verso allitterativo può fornire un indizio su quale possa essere la parola. Anche i piedi metrici possono essere usati per risalire alla parola perduta solo se mancano una o due di queste, e se sono noti il posto dell’allitterazione e delle sillabe accentate. Anche la conoscenza della paleografia e della calligrafia risulta utile; parole troppo lunghe o troppo corte per essere adatte, possono essere ignorate.